# Český lev 2023
Český lev 2023 je 31. ročník cen České filmové a televizní akademie Český lev. Slavnostní ceremoniál vyhlášení cen se uskutečnil v sobotu 9. března 2024 v pražském Rudolfinu; v přímém přenosu jej vysílala Česká televize na programu ČT1. Ceremoniál uváděl Marek Eben. Nejvyšší počet 15 nominací získal film Bratři, který proměnil jen jednu z nich v hlavní kategorii Nejlepší celovečerní film. Poprvé cenu vyhrála i TV Nova, když byla oceněna  minisérie Matematika zločinu z její platformy Voyo.

## Ceny a nominace

### Nejlepší celovečerní film
- Bratři
- Němá tajemství
- Úsvit
- Tancuj Matyldo
- Přišla v noci

### Nejlepší dokumentární film
- Všechno dobře dopadne – režie Miroslav Janek
- Velké nic – režie Vít Klusák, Marika Pecháčková
- Návštěvníci – režie Veronika Lišková
- BLIX NOT BOMBS – režie Greta Stocklassa
- Moje nebe je horší než tvoje peklo – režie Kateřina Dudová

### Nejlepší režie
- Přišla v noci – Tomáš Pavlíček, Jan Vejnar
- Tancuj Matyldo – Petr Slavík
- Úsvit – Matěj Chlupáček
- Němá tajemství – Tomáš Mašín
- Bratři – Tomáš Mašín

### Nejlepší ženský herecký výkon v hlavní roli
- Přišla v noci – Simona Peková
- Němá tajemství – Jana Plodková
- Tancuj Matyldo – Regina Rázlová
- Úsvit – Eliška Křenková
- Bratři – Tatiana Dyková

### Nejlepší mužský herecký výkon v hlavní roli
- Volha – Kryštof Hádek
- Citlivý člověk – David Prachař
- Tancuj Matyldo – Karel Roden
- Bratři – Oskar Hes
- Bratři – Jan Nedbal

### Nejlepší ženský herecký výkon ve vedlejší roli
- Němá tajemství – Milena Steinmasslová
- Její tělo – Denisa Barešová
- Úsvit – Martha Issová
- Přišla v noci – Annette Nesvadbová
- Bratři – Karolína Lea Nováková

### Nejlepší mužský herecký výkon ve vedlejší roli
- Volha – Tomáš Jeřábek
- Bod obnovy –  Václav Neužil
- Tancuj Matyldo – Antonio Šoposki
- Přišla v noci – Jiří Rendl
- Bratři – Stefan Konarske

### Nejlepší scénář
- Němá tajemství – Alice Nellis
- Úsvit – Miro Šifra
- Tancuj Matyldo – Nataša Slavíková, Petr Slavík
- Přišla v noci – Tomáš Pavlíček, Jan Vejnar
- Bratři – Marek Epstein

### Nejlepší kamera
- Bod obnovy –  Filip Marek
- Němá tajemství – Anna Smoroňová
- Úsvit – Martin Douba
- Citlivý člověk – Dušan Hursa
- Bratři – Friede Clausz

### Nejlepší střih
- Bod obnovy –  Jaroslav Kamiński
- Němá tajemství – Michal Hýka, Filip De Pina
- Úsvit – Pavel Hrdlička
- Přišla v noci – Jakub Vansa
- Bratři – Petr Turyna

### Nejlepší zvuk
- Bod obnovy –  Lukáš Ujčík, Samuel Jurkovič, Jan Šulcek
- Úsvit – Pavel Rejholec, Peter Hilčanský, Tomáš Zůbek
- Přišla v noci – Michaela Patríková
- Bratři – David Titěra, Viktor Ekrt
- Tonda, Slávka a kouzelné světlo – Péter Benjámin Lukács

### Nejlepší hudba
- Tancuj Matyldo – Michal Pavlíček
- Bod obnovy –  Jan Šléška
- Úsvit – Simon Goff
- Citlivý člověk – Jonatan Pjoni Pastirčák
- Bratři – Karel Havlíček

### Nejlepší filmová scénografie
- Bod obnovy –  Ondřej Lipenský
- Úsvit – Henrich Boráros
- Volha – Jan Vlasák
- Citlivý člověk – Stella Šonková
- Bratři – Milan Býček

### Nejlepší kostýmy
- Volha – Vladimíra Pachl Fomínová
- Bod obnovy –  Ivan Stekla, Eliška Krejzová
- Úsvit – Jarmila Dunděrová
- Bratři – Ján Kocman
- Služka – Katarína Štrbová Bieliková

### Nejlepší masky
- Volha – Martin Valeš, Jana Bílková, Martin Větrovec
- Bod obnovy –  Vladimír Wittgruber
- Úsvit – Lenka Nosková, Martin Jankovič
- Citlivý člověk – Andrea Štrbová
- Bratři – Adéla Anděla Bursová

### Nejlepší animovaný film
- Tonda, Slávka a kouzelné světlo – Filip Pošivač
- Electra – Darja Kaščejevová
- Deniska umřela – Philippe Kastner

### Nejlepší krátký film
- Atestace – Jan Hecht, Marek Dusil
- Jsme v tom spolu – Anna Wowra
- Osmý den – Petr Pylypčuk

### Nejlepší televizní film nebo minisérie
- Matematika zločinu (minisérie, TV Nova) – režie Peter Bebjak
- Docent (minisérie, Česká televize) – režie Jiří Strach
- Cesta do tmy (TV film, Česká televize) – režie Jiří Svoboda

### Nejlepší televizní seriál
- Volha (Česká televize) – režie Jan Pachl
- Dobré ráno, Brno! (Česká televize) – režie Jan Prušinovský
- #annaismissing (Fameplay.tv) – režie Pavel Soukup

### Cena Magnesia za nejlepší studentský film
- Electra – Darja Kaščejevová
- Jsme v tom spolu – Anna Wowra
- Osmý den – Petr Pylypčuk
- Doprovázení – Vojtěch Konečný
- Deniska umřela – Philippe Kastner

### Mimořádný přínos české kinematografii
- Vladimír Smutný

### Mimořádný počin v oblasti audiovize
- Agnieszka Holland
- Šárka Cimbalová

### Nejlepší filmový plakát
nestatutární cena
- Němá tajemství – Robert V. Novák, Zuzana Burgrová
- Úsvit – Desi Moore
- Přišla v noci – Bohdan Heblík
- Brutální vedro – Lara Rajniš, Denisa Müllerová
- Chybění – Šimon Marek, Matyáš Švejdík

### Cena filmových fanoušků
nestatutární cena
- Bod obnovy – režie Robert Hloz